# Angela Davis Johnson
Angela Davis Johnson, née en 1981 à Orlando (Floride), est une artiste peintre américaine. Elle emploie la technique mixte et la performance rituelle dans ses réalisations. Elle vit actuellement à Atlanta, en Géorgie.
Son travail concerne notamment l'évolution de l'identité des Afro-Américains à travers l'histoire, en particulier des femmes. L'œuvre de Davis Johnson a été présentée dans de nombreuses expositions, telles que la Delta Exhibition au Arkansas Arts Center à Little Rock (Arkansas), le Texarkana Regional Arts Center à Texarkana (Texas) et le Baton Rouge Center for Contemporary Art à Baton Rouge (Louisiane). Ses œuvres sont actuellement exposées dans des galeries et des collections privées à travers les États-Unis.

## Jeunesse
Angela Davis Johnson est née à Orlando, en Floride. Elle s'est ensuite installée avec sa famille en Virginie, où elle a fréquenté la Governor's School for the Arts, une école d'art à Norfolk. Angela Davis Johnson s'est intéressée à l'art dès son plus jeune âge par l’intermédiaire de sa mère. Celle-ci a en effet suivi des cours de design de mode, alors qu'Angela avait 4 ans, et partageait ce qu'elle avait appris avec ses enfants. La famille est expulsée de sa maison de Norfolk alors qu'Angela avait 14 ans et s'installe ensuite à Lambrook, en Arkansas.

## Style artistique
Artiste autodidacte, Davis Johnson explore dans son œuvre  « les connexions universelles, l'identité et les événements historiques à travers des symboles personnels ». L'œuvre de Davis Johnson aborde plusieurs difficultés auxquelles peuvent être confrontées les femmes afro-américaines, telles que les traumatismes psychologiques, la violence domestique, la pauvreté, la gentrification, les discriminations ou encore les expulsions,,, Des acheteurs d'art lui ont dit que son travail était trop politique et qu'elle devait se tenir à l'écart des problématiques raciales si elle entendait vivre de son travail.

 
Interrogée en octobre 2018 par le site TILA Studios à propos de ce qu'elle espérait que les gens retiennent de ses œuvres, elle a expliqué :
Je souhaite que les gens ressentent la complexité de l'expérience incarnée de la femme noire. Je souhaite que les gens ressentent cela lorsqu'ils voient mon travail. Nous ne sommes pas que des super-héros. Nous sommes toutes sortes de choses. Nous sommes des âmes qui vivent cette vie. Je souhaite que les gens en fassent l'expérience à travers mon travail, qu'ils en ressentent la profondeur. Je souhaite que les gens reconnaissent et ressentent leur âme. Voir la chose au-delà de la construction, qui est la lumière, vous savez. Pour moi, c'est comme le passé, le présent et le futur. Tout se passe maintenant, en cet instant. Je souhaite que les gens ressentent tout ceci quand ils regardent mon travail, quand ils en sont éloignés. Je souhaite que les gens soient témoins de tout cela dans toutes nos œuvres [celles des Afro-Américaines]. 
Ses peintures à l'huile incorporent fréquemment des bouts de papier et de tissu, en hommage à sa mère qui était couturière, et dans le but d'introduire dans l'art des matériaux modestes.

## Vie personnelle
Davis Johnson est mère célibataire. Elle a deux enfants.

## Sélection d'œuvres

### Expositions individuelles
- 2013 : Down Home Musings, Donaghey Plaza Gallery, Little Rock
- 2013 : Kinfolk and the Apothecary Dream, Gallery 360, Little Rock
- 2014 : Grace Beneath the Floating World, Texarkana Regional Arts Center Texarkana
- 2014 : Array of Humanity, Art Connection, Little Rock,
- 2015 : black. lace arrangements, University of Fayetteville, Fayetteville
- 2015 : Ashes on the Fruit Trees, Argenta Art Gallery, North Little Rock
- 2016 : Wondrous Possibilities of Falling and Flying, THEA Foundation, North Little Rock
- 2017 : Ritual || Reasoning + Codes, The Butler Center, Little Rock
- 2018 : Blu Blak: Angela Davis Johnson rendering and hollerin sketches, or Blue Hole Scraps from the Archives, MINT Gallery, Atlanta
- 2018 : Magenta Portraits, Bradbury Art Museum, Jonesboro

### Expositions collectives et collaborations
- 2011 : Venus Envy, Baton Rouge Center for Contemporary Art, Baton Rouge
- 2012 :  Small Works on Paper, Arkansas Art Council Traveling Exhibition
- 2012 : ALA Annual Art Show, Butler Center Little Rock
- 2013 : People & Places, Ellen Hobgood Gallery, Heber Springs
- 2013 : Delta Artists Show Tunica River Park Museum, Tunica
- 2013 : Arkansas League of Artist Members Show Cox Creative Center, Little Rock
- 2013 : Texarkana Regional Arts & Humanities 25th Annual Show Texarkana
- 2014 : 56th Annual Delta Exhibition, Arkansas Arts Center, Little Rock
- 2014 : Bombay Sapphire Artisan Series, Mason Murer Gallery, Atlanta
- 2015 : Vox Femina, Arts Center of the Ozarks, Siloam Springs
- 2015 : The Hollerin Quiet, ROOTS Week, Arden, NC
- 2016 : The Hollerin Space, Mississippi Museum of Art, Jackson
- 2017 : A Sense of Place, Fayetteville Underground, Fayetteville
- 2017 : The Gathering, WonderRoot, Atlanta
- 2017 : Headspace, The Healthcare Gallery, Baton Rouge
- 2018 : MINT Leap Year Retrospective, Atlanta
- 2018 : Ain’t I a Woman, TILA Studios, Atlanta
- 2018 : O Freedom, My Beloved, Zucot Gallery, Atlanta
- 2018 : Identity at Arms Length, Still Point, Atlanta
- 2019 : National Black Arts Festival, Atlanta

### Collections permanentes
- Mosaic Templars Cultural Center, Little Rock, AR
- Central Arkansas Library System, McMath Library Branch Little Rock, AR
- Brooks Co., Wabash, AR